# Körös TV
A Körös TV egy magyarországi regionális televízióadó. A csatornát üzemeltető Körös Televízió Stúdió Magyarországon bejegyzett társaság, amely a Xeropress Bt. tulajdonában van. A csatorna 2002-ben indult el.

## Sugárzási terület
Az eltelt évek alatt a csak Szarvason, Csabacsűdön és Békésszentandráson látható televízióból Békés vármegye kétharmadának és Jász-Nagykun-Szolnok vármegye déli településeinek regionális médiumává fejlődött, az eredeti 16 ezres nézőszámot pedig közel 100 ezerre növelték.

## Partnerek
A Körös TV partnerei:
- Békés Vármegyei Önkormányzat
- Szarvas Város Önkormányzata
- Kunszentmárton Város Önkormányzata
- Csabacsüd Nagyközség Önkormányzata
- Mezőtúr Város Önkormányzata
- Békéscsabai Jókai Színház
- Szarvasi Vajda Péter Művelődési Központ
- Benka Gyula Általános Iskola
- GFF Szarvasi Gyakorló Általános Iskola és Gyakorlóóvoda
- Szlovák Általános Iskola
- Helyi Televíziók Országos Egyesülete
- ECHO TV
- Kutyafáját.hu
- Irmedia
- Szarvasi 7
- Szarvasi Agrár Zrt.
- Vadászkürt vendéglő
- Szarvasi Coop
- Szarvasi PC Shop
- City-Net
- Newjság, a szarvasi hírblog
- Szarvasi Városi Könyvtár[1]

## Műsorai

### Saját gyártású műsorok
| Műsor címe                     |
| ------------------------------ |
| Nap mint Nap                   |
| Körös Völgy kulturális magazin |
| Szarvasi Híradó                |